# Basilique Notre-Dame-du-Perpétuel-Secours de Labrador City
Pour les articles homonymes, voir Basilique Notre-Dame-du-Perpétuel-Secours.
La basilique de Notre-Dame-du-Perpétuel-Secours (en anglais : Basilica of our Lady of Perpetual Help) est une basilique mineure et une ancienne cathédrale catholique dédiée à la Vierge Marie située à Labrador City à Terre-Neuve-et-Labrador au Canada. Elle est rattachée au diocèse de Corner Brook et du Labrador. La construction de l'église est complétée en 1962 et elle servit de cathédrale pour l'ancien diocèse de Labrador City-Schefferville. Elle est élevée au rang de basilique en 2007.

## Histoire

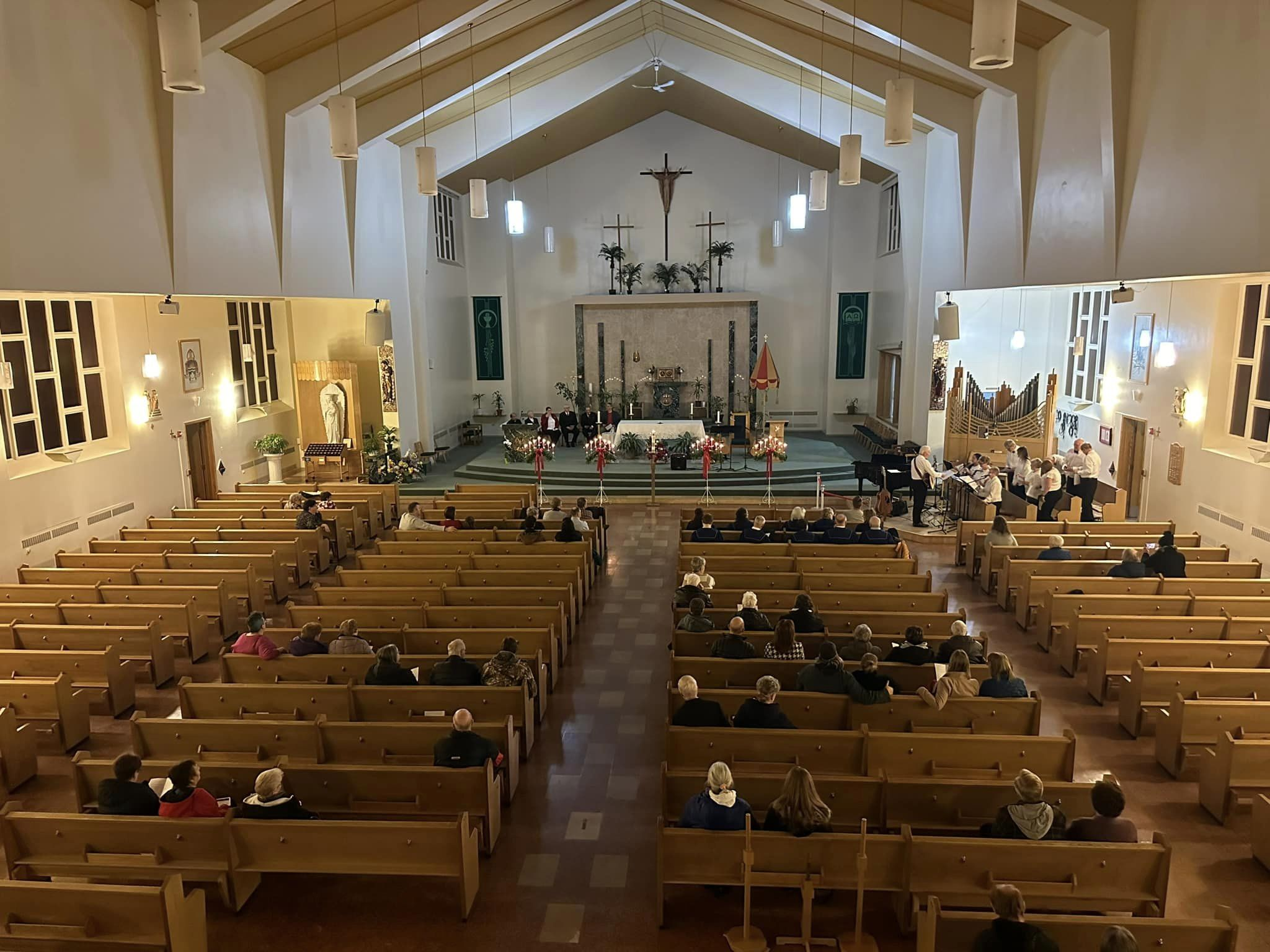
L'intérieur de l'église

La construction de l'église est complétée en 1962.
L'église est élevée au rang de basilique mineure par le pape Benoît XVI le 1er juin 2007.